# 원자힘현미경

원자힘현미경(Atomic force microscopy, AFM), 주사 탐침 현미경(scanning force microscopy, SFM), 원자현미경, 원자력현미경은 초고해상도 유형의 스캐닝 탐침 현미경(SPM)으로, 광학 회절 한계보다 1000배 이상 뛰어난 1나노미터 단위의 분해능을 보여준다.

## 개요
원자현미경(AFM)은 스캐닝 탐침 현미경(SPM)의 일종으로 광학 회절 한계보다 1000배 이상 우수한 1나노미터 단위의 분해능을 보여준다. 정보는 기계적 탐침으로 표면을 "느끼거나" "접촉"하여 수집된다. (전자) 명령에 따라 작지만 정확하고 정밀한 움직임을 가능하게 하는 압전 요소는 정밀한 스캐닝을 가능하게 한다. 이러한 이름에도 불구하고 원자력 현미경은 핵력을 사용하지 않는다.